# Krásný Les (Petrovice)
Krásný Les, do roku 1948 známý pod německým názvem Schönwald, je část obce Petrovice v okrese Ústí nad Labem, nacházející se v Krušných horách, v blízkosti česko-německé státní hranice, asi 15 kilometrů od krajského města Ústí nad Labem. Tvoří jej osady (základní sídelní jednotky) Krásný Les, Nakléřov a Větrov s vlastními katastrálními územími. Katastrální území Krásného Lesa se rozkládá na zhruba 23 km² a leží v nadmořské výšce od 500 do 734 m n. m. K roku 2011 zde žilo 120 obyvatel.
Tato dříve samostatná vesnice byla založena ve 13. století německou kolonizací. V době pobělohorské se z Schönwaldu stalo středisko zemědělské výroby. V polovině 19. století zde žilo téměř 3400 obyvatel a svého času šlo o největší sídlo mikroregionu Krušnohoří. Populačně však bylo dlouhodobě ztrátové a největší pokles počtu obyvatel způsobil odsun sudetských Němců po druhé světové válce, po němž se dříve dominantně německá vesnice stala výrazně nedosídlenou. V 50. letech byla zbořena celá severozápadní část Krásného Lesa, zasahující do hraničního pásma, a v téže době byl založen státní statek. V roce 1980 se vesnice stala administrativně součástí obce Petrovice.
V okolí Krásného Lesa se nachází velké množství objektů individuální rekreace a řada přírodních a kulturně-historických atraktivit. Na jeho katastrální území zasahují čtyři typy chráněných území, a to přírodní rezervace, přírodní park, ptačí oblast a evropsky významná lokalita. Přímo ve vesnici pak stojí památný strom a několik kulturních památek.

## Historie

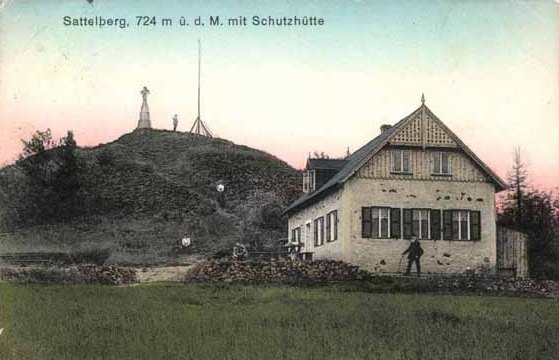
Turistická chata pod Špičákem na pohlednici z roku 1910

Ves Schönwald byla založena ve 13. století německou kolonizací oblasti jihovýchodně od vrchu Špičák a první písemná zmínka o ní pochází z roku 1382. V roce 1437 dal císař Zikmund Lucemburský oblast Schönwaldu a nedalekého Streckenwaldu (dnešní Větrov) v léno Wolfu Tellerovi. Během následujících století ves několikrát změnila majitele. Za vlády Jiřího z Poděbrad je uváděna jako majetek Koruny české a od roku 1477 byla součástí krupského panství. Jeho majiteli, Václavovi z Vartenberka, však bylo v roce 1547 zkonfiskováno pro účast ve stavovském odboji proti králi Ferdinandovi I. Habsburskému. Schönwald, spolu s Petrovicemi a Nakléřovem, zakoupil od císaře Rudolfa II. v roce 1580 Damian Tham ze Sebotendorfu, který zde nechal vybudovat statek s tvrzí a pivovar. Jeho potomci o schönwaldské panství přišli v pobělohorských konfiskacích a následující vlastník, armádní důstojník Ferdinand de Couriers, k němu v roce 1623 nechal připojit Velké Chvojno, Malé Chvojno a část Předlic. Po jeho smrti zůstalo v majetku manželky Josefiny, která se provdala za Mikuláše ze Schönfeldu.

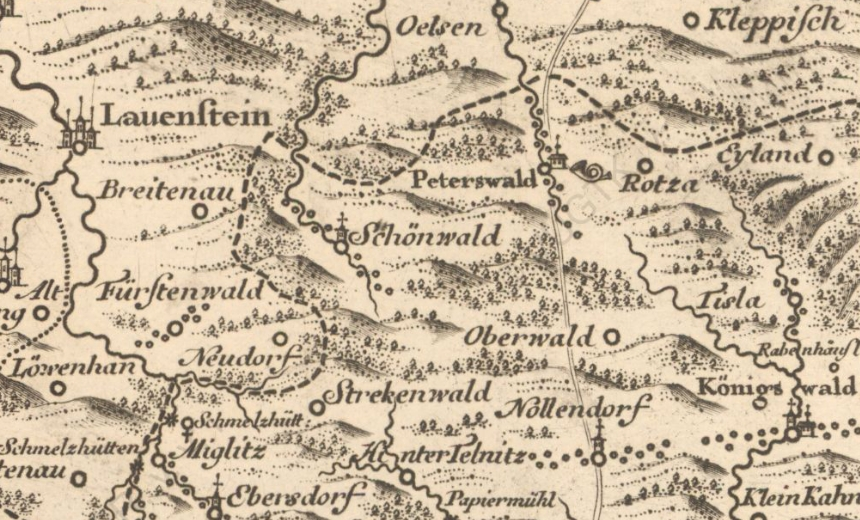
Schönwald (uprostřed) na Müllerově mapě Čech z roku 1720

Za třicetileté války vypálili Švédové v roce 1639 místní hřbitovní kostelík (k jeho obnově došlo roku 1656). Roku 1680 vypuklo na území panství velké selské povstání, po jehož potlačení byli popraveni dva poddaní. V majetku Schönfeldů bylo panství až do roku 1704, kdy se Viktorie ze Schönfeldu (vnučka Mikuláše) provdala za hraběte Františka Ignáce Vratislava z Mitrovic. Ten nechal v Schönwaldu v roce 1708 postavit barokní zámek, patrně na místě původní tvrze, který se v přestavbě dochoval dodnes. Mitrovicové posléze panství vlastnili až do roku 1792, kdy na něj pro jejich zadlužení byla uvalena nucená správa. O dva roky dříve byla započata výstavba zdejšího farního kostela Nanebevzetí Panny Marie na místě původního hřbitovního kostelíku, dokončená v roce 1795. Panství koupil v dražbě Josef z Hackelbergu-Landau, který jej v roce 1801 prodal Antonínovi a Františkovi Waagnerovým z Knínic.
V roce 1813 schönwaldským panstvím postupoval pruský generál von Kleist, který se zasloužil o porážku francouzských císařských vojsk v bitvě u Chlumce. Na počest tohoto vítězství stojí v Nakléřově od roku 1913 Kleistův pomník. Schönwaldské panství se počátkem 19. století utápělo v dluzích, a tak bylo v roce 1836 prodáno advokátovi Likovcovi. Vzhledem k jeho nenadálému skonu však zanedlouho opět změnilo majitele, kterým se stal továrník Antonín Balle ze Cvikova. Po jeho smrti odkoupil podíly dědiců v letech 1874 až 1878 bankéř Emanuel Sommer z České Lípy. V roce 1893 prodal Krásný Les hraběti Friedrichovi z Westphalen-Fürstenbergu.
V roce 1907 byla pod vrchem Špičák, který byl oblíbeným turistickým cílem, postavena turistická chata. V noci z 8. na 9. července 1927 zasáhla Schönwald přívalová povodeň, která si vyžádala velké materiální škody a oběti na lidských životech. Rozvodněný Rybný potok a sesuvy půdy zničily zdejší silnici, 32 domů a způsobily smrt dvou lidí a více než dvou desítek hospodářských zvířat. Celkem za deset hodin bouře spadlo na vesnici 209 mm srážek. Škody byly nakonec vyčísleny na 10 milionů korun. Friedrichův syn Otokar přišel o část schönwaldského panství během pozemkové reformy a zbytek pozemků, lesů a zámek prodal v roce 1931 městu Ústí nad Labem.
V důsledku Mnichovské dohody se Schönwald a celé Sudety staly počátkem října 1938 součástí nacistického Německa a od dubna 1939 byly v jeho rámci součástí říšské župy Sudety. Během druhé světové války byli v místním zámku vězněni nejprve francouzští váleční zajatci (v letech 1940 až 1941) a posléze od listopadu 1941 do března 1945 starší práceschopní ústečtí Židé. V roce 1941 se z rozhodnutí gestapa stal zámek sběrným táborem (Sammellager Schönwald), byl částečně renovován (opravou bylo pověřeno 12 Židů z Ústí nad Labem) a v listopadu do něj byli nuceně sestěhovaní první Židé. Celkem táborem prošlo 103 osob. Táborový režim byl uvolněnější a internovaní se mohli volně pohybovat po vesnici a nakupovat v místních obchodech. Jejich osud není z velké části znám. Dohromady 55 jich v táboře zahynulo, další byli deportováni do rodinného tábora ve vyhlazovacím táboře Auschwitz-Birkenau.

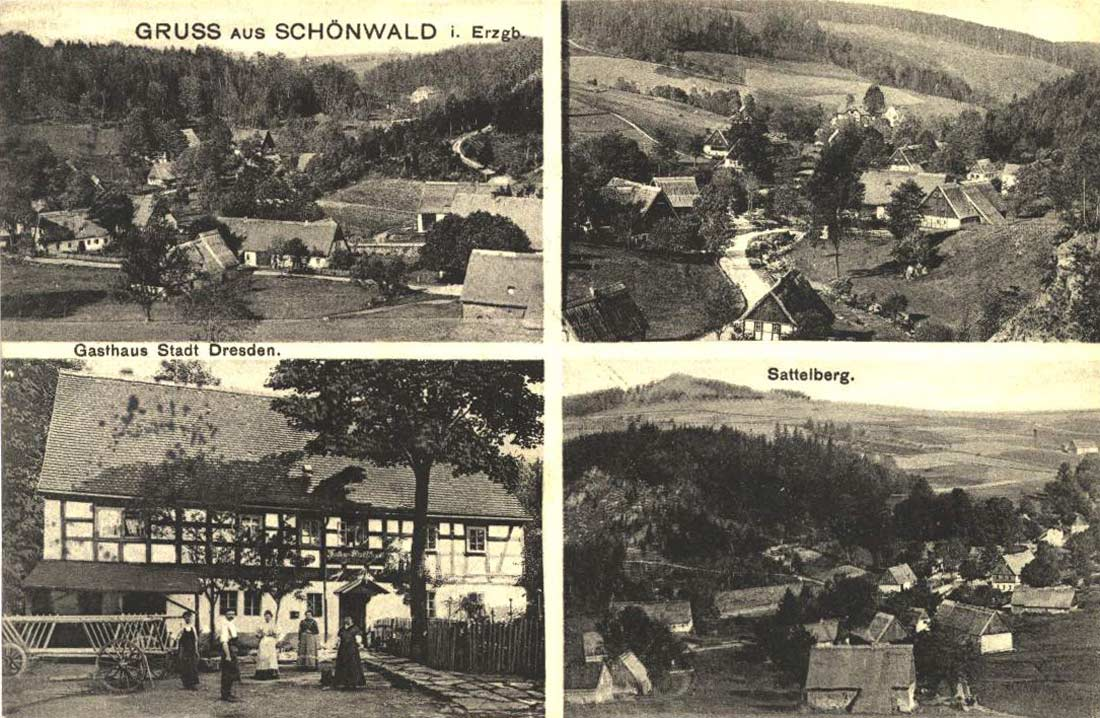
Původní zástavba Schönwaldu počátkem 20. století

Po skončení války došlo k odsunu místního německého obyvatelstva, v důsledku čehož byla vesnice výrazně nedosídlená. Již za První republiky totiž byla dominantně německá. V roce 1948 byl Schönwald přejmenován na Krásný Les. Ještě několik let po válce byla zdejší zástavba mnohem rozlehlejší než v současnosti a pokračovala podél Rybného potoka až ke státní hranici, kde přecházela v německou obec Kleinliebenau. V 50. letech však byla tato severozápadní část vesnice, zasahující do hraničního pásma, rozbořena pohraniční stráží v rámci tzv. akce D, která měla zajistit, aby stojící opuštěná stavení po sudetských Němcích nemohla uprchlíkům přes hranici poskytovat úkryt. Zbořena byla mimo jiné i celnice na česko-saské hranici, která fungovala již za Rakouska-Uherska. V téže době vznikl v Krásném Lese státní statek, který byl jedním ze tří středisek zemědělské výroby na Petrovicku. V souvislosti s tím došlo k výstavbě bytových domů pro zaměstnance statku, výstavba však postrádala vazbu na někdejší osídlení.
Od roku 1980 je Krásný Les součástí Petrovic. Jakožto jejich součást spadá od roku 1992 do euroregionu Labe a od roku 2001 do mikroregionu Labské skály. V letech 2002 až 2006 probíhala výstavba posledního úseku dálnice D8 před státní hranicí s Německem, jehož zhruba 5,5kilometrová část prochází katastrálním územím Krásného Lesa.

## Přírodní poměry
Krásný Les je součást obce Petrovice a nachází se v severní části okresu Ústí nad Labem v Ústeckém kraji, v blízkosti česko-německé státní hranice. Jeho základními sídelními jednotkami jsou osady Krásný Les, Nakléřov a Větrov, s vlastními katastrálními územími. V minulosti pod Krásný Les (či Schönwald) administrativně spadaly osady Adolfov (v letech 1945–1980) a Panenská (v letech 1850–1930). Do roku 1848 byly součástí jeho panství Petrovice.
Katastrální území Krásného Lesa se rozkládá na ploše 23,68 km². Ze severu a západu je ohraničeno státní hranicí, na jihozápadě obchází katastrální území Větrov u Krásného Lesa, částečně podél Větrovského potoka a z jihu jej po vrstevnici vymezují potoky Telnický a Rožná. Na jihovýchodě míjí Nakléřovský průsmyk, vojenské zařízení roty radiového průzkumu (náležící pod 532. prapor elektronického boje Armády ČR) a pláně Barrandov a Na Šancích, kolem vrchu Výhledy (722 m n. m.) a přes silnici II/248 z východu obkružuje osadu Panenská a následně směřuje k exitu 87 dálnice D8, odkud po vrstevnici pokračuje podél potoka Slatina až ke státní hranici. Leží v nadmořské výšce 500–734 m n. m., přičemž nejvyšším bodem je Jelení vrch a nejnižším místo, kde Rybný potok opouští Českou republiku a pokračuje do Německa. Na vrcholu Jeleního vrchu se nachází triangulační bod, označený kamenným geodetickým označníkem, nad nímž stojí jednoduchá dřevěná konstrukce jehlanovitého tvaru.

### Geologická stavba, reliéf a půdy

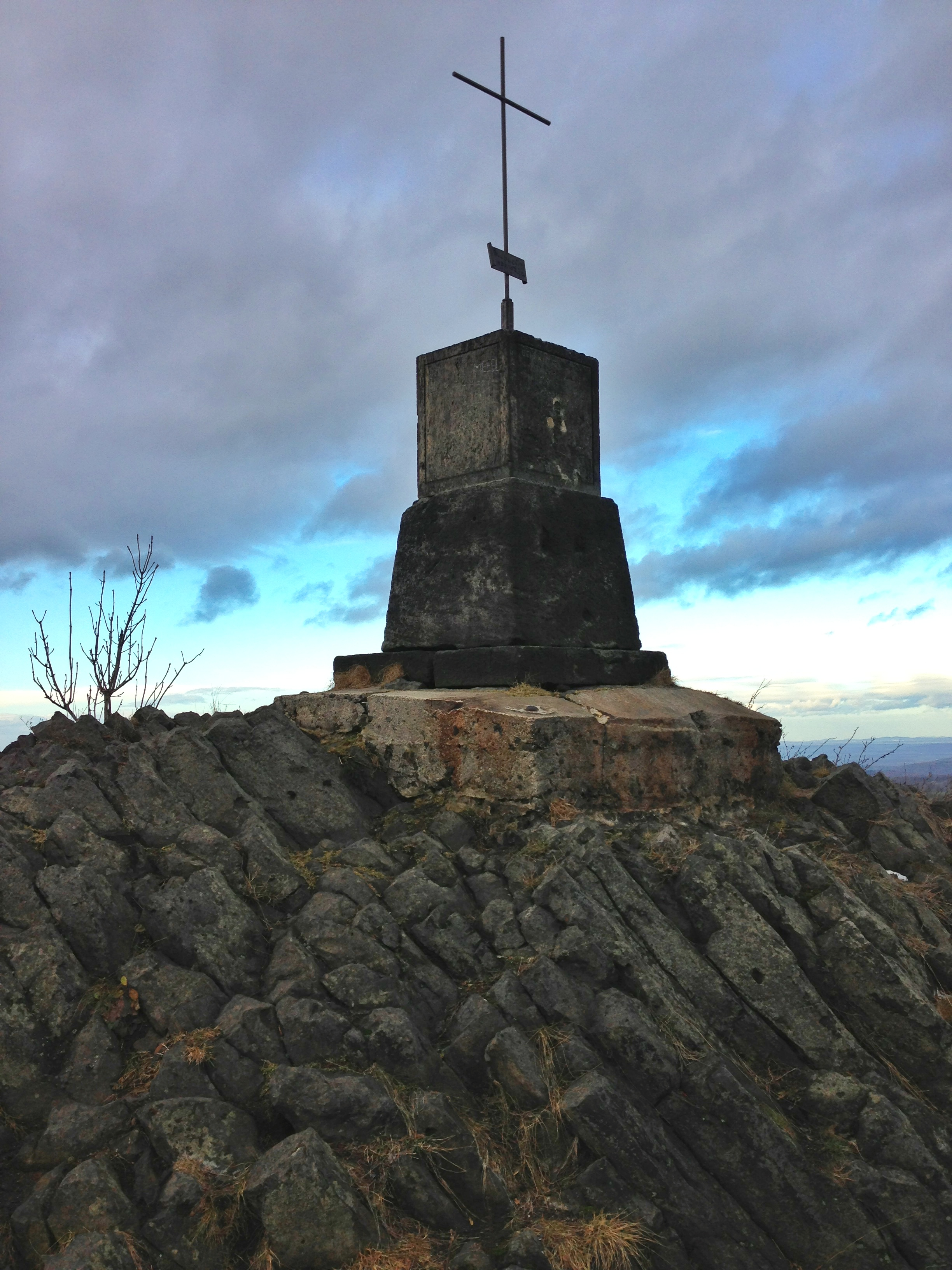
Výlev čediče na vrcholu Špičáku

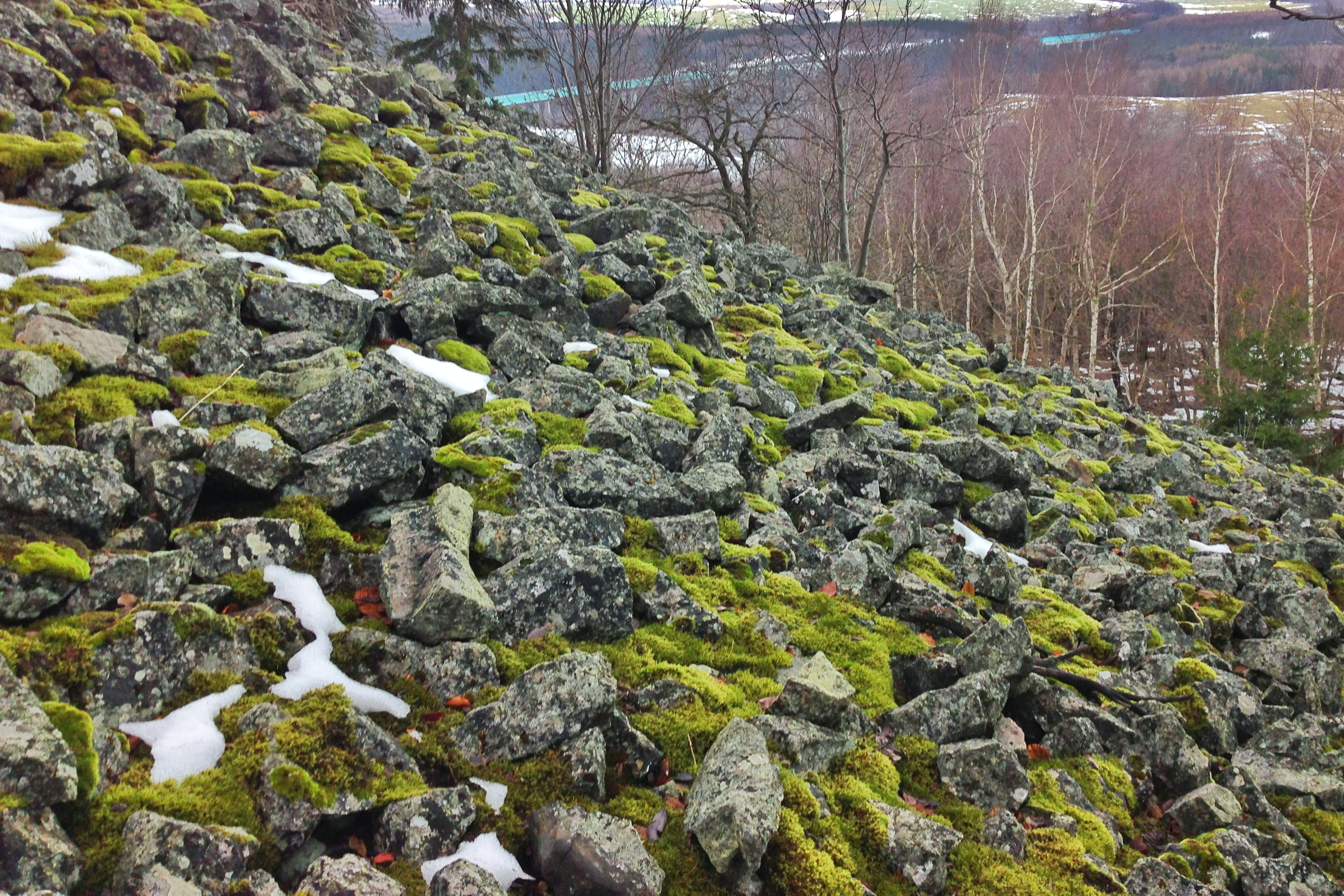
Větší ze dvou suťových polí na Špičáku

Horninový základ oblasti tvoří Krušnohorské krystalinikum. Převládají zde ruly a ortoruly frejberské skupiny, přičemž z rul jsou nejvíce zastoupeny svrchní šedé a červené. Dále jsou zastoupeny migmatity krušnohorské skupiny, svory, grafické a karbonické břidlice, amfiboly jáchymovské skupiny a kvarcity. Geologicky velice pestrý je vrch Špičák o nadmořské výšce 723 metrů, nacházející se severozápadně od Krásného Lesa. Tvoří jej cenomanské pískovce usazené na nejstarších ortorulách krušnohorského krystalinika, které ve třetihorách prorazil a zpevnil výlev čediče (konkrétně olivinický nefelinit), vystupující na povrch na vrcholu kopce. Špičák tak přísluší neovulkanické intruzi a v rámci vrcholové části Krušných hor jde o nejzápadněji položený denudační pozůstatek křídy. Dle Geofondu ČR se v oblasti nachází ložiska polymetalických rud, konkrétně cín-wolframové rudy (Krásný Les-Panenská s 321 hektary) a fluoritové a fluorit-barytové suroviny (Krásný Les-Špičák se 14 hektary, Krásný Les-Panenská s 80 hektary a Krásný Les s 21 hektary). V lokalitě známé jako „Am Herrnberge“ měla být údajně dolována stříbronosná ruda.
Z geomorfologického hlediska je Krásný Les a jeho okolí součástí Krušnohorské subprovincie, konkrétně Krušných hor a jejich podcelku Loučenská hornatina, v jehož rámci spadá pod geomorfologický okrsek Nakléřovská hornatina. Morfologicky je lokalita součástí kerného a jednostranně ukloněného pohoří. Je pro ni charakteristický strukturně denudační reliéf, který je mírně ukloněný až plochý. Oblast není příliš vertikálně členitá, díky rozdílnosti geologického podloží se však na ní vyvinul kontrastní reliéf. Dominantou je vrch Špičák, který je strukturním hřbetem na okolní denudační plošině. Jeho součástí je řada geomorfologických tvarů. Patří mezi ně dvě suťová pole na západním a východním svahu, vzniklá rozpadem sloupků čediče. Dalším tvarem jsou mrazové sruby, jeden čedičový a druhý pískovcový. V nejdelší pískovcové stěně Špičáku se nacházejí čtyři jeskyně (dvě puklinové a dvě suťové), přičemž největší z nich je asi 20 metrů dlouhá. Mimo to se zde lze nalézt také nepravý skalní tunel, nepravá skalní brána, skalní převisy, skalní mísa, skalní lišty, skalní dutiny, pseudoškrapy a voštiny.
V prostoru Krásného Lesa a Petrovic dominuje rezivá půda (kryptopodzol) na substrátu z kyselých ortohornin. V údolí potoka Slatina až po státní hranici převládají kambizemě na kyselých ortohorninách.

### Podnebí a vodstvo

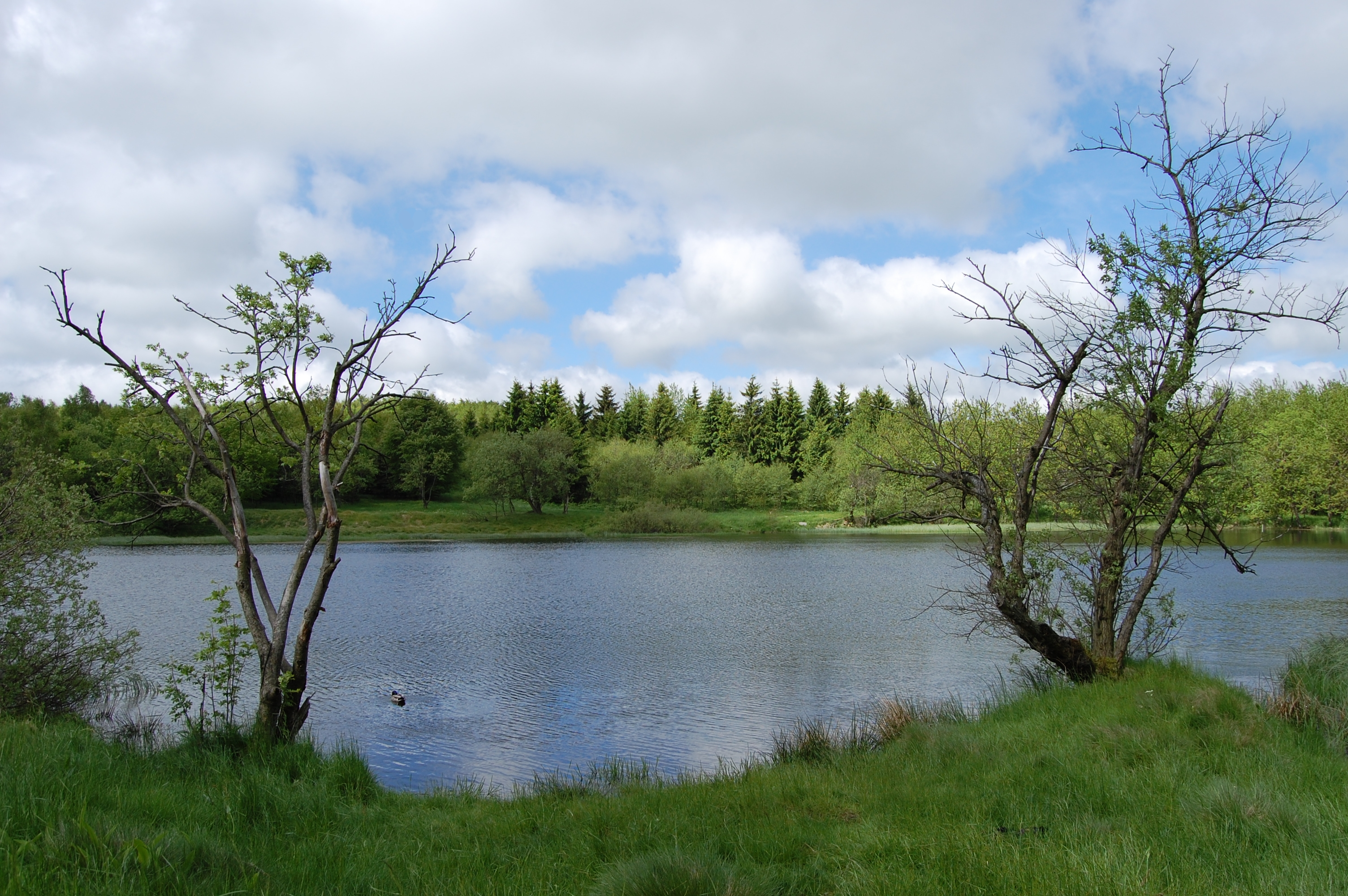
Horní rybník

Krásný Les a jeho okolí se dle Quittovy klimatické klasifikace řadí do chladné oblasti CH7. Pro tu jsou typická krátká, mírně chladná a vlhká léta. Jara a podzimy jsou dlouhé s velkým podílem srážek, a dlouhé jsou i zimy, během nichž je po značnou část zem pokryta sněhovou pokrývkou. Úhrn srážek odpovídá poloze Krušných hor a jejich nadmořské výšce. Ve vegetačním období se pohybuje mezi 500 a 600 mm srážek, v zimním pak mezi 350 a 400 mm srážek.
Oblast Krásného Lesa spadá hydrologicky do povodí řeky Labe. Konkrétně náleží do dílčího povodí Ohře, Dolního Labe a ostatních přítoků Labe, v jehož rámci je součástí vodního útvaru Rybný potok/Gottleuba od pramene po státní hranici. Zdejší říční síť je vzhledem ke geologickému vývoji velmi mladá a její toky mají malé povodí. Lokalita je však vodná, přičemž specifický odtok se pohybuje mezi 10 až 15 l·s−1·km−2. Mezi vodní toky patří potoky Rybný, Hraniční, Větrovský, Liščí a Slatina. První zmíněný teče přes hranice do Německa (tam je známý jako Gottleuba), kde je vodárensky využíván, kvůli čemuž je sledována kvalita jeho vody. Kvůli tomu zasahuje část katastrálního území Krásného lesa II. stupeň ochranného pásma vodní nádrže Gottleuba. Rozsahem větší je potok Slatina pramenící asi dva kilometry od vesnice směrem na Nakléřov, který protéká zdejší rybniční soustavou a společně s Hraničním potokem tvoří část státní hranice s Německem.
V blízkosti Krásného Lesa se nachází několik vodních ploch, a to rybníky Horní, Střední a Dolní. První zmíněný rybník, někdy nazývaný Stříbrný nebo také Stříbrňák, plní rekreační a krajinotvornou funkci. V minulosti sloužila rybniční soustava na potoku Slatina jako ochrana proti povodním. Ničivá přívalová povodeň na Rybném potoku s velkými materiálními škodami a ztrátami na lidských životech zasáhla vesnici v červenci 1927.

### Flora a fauna

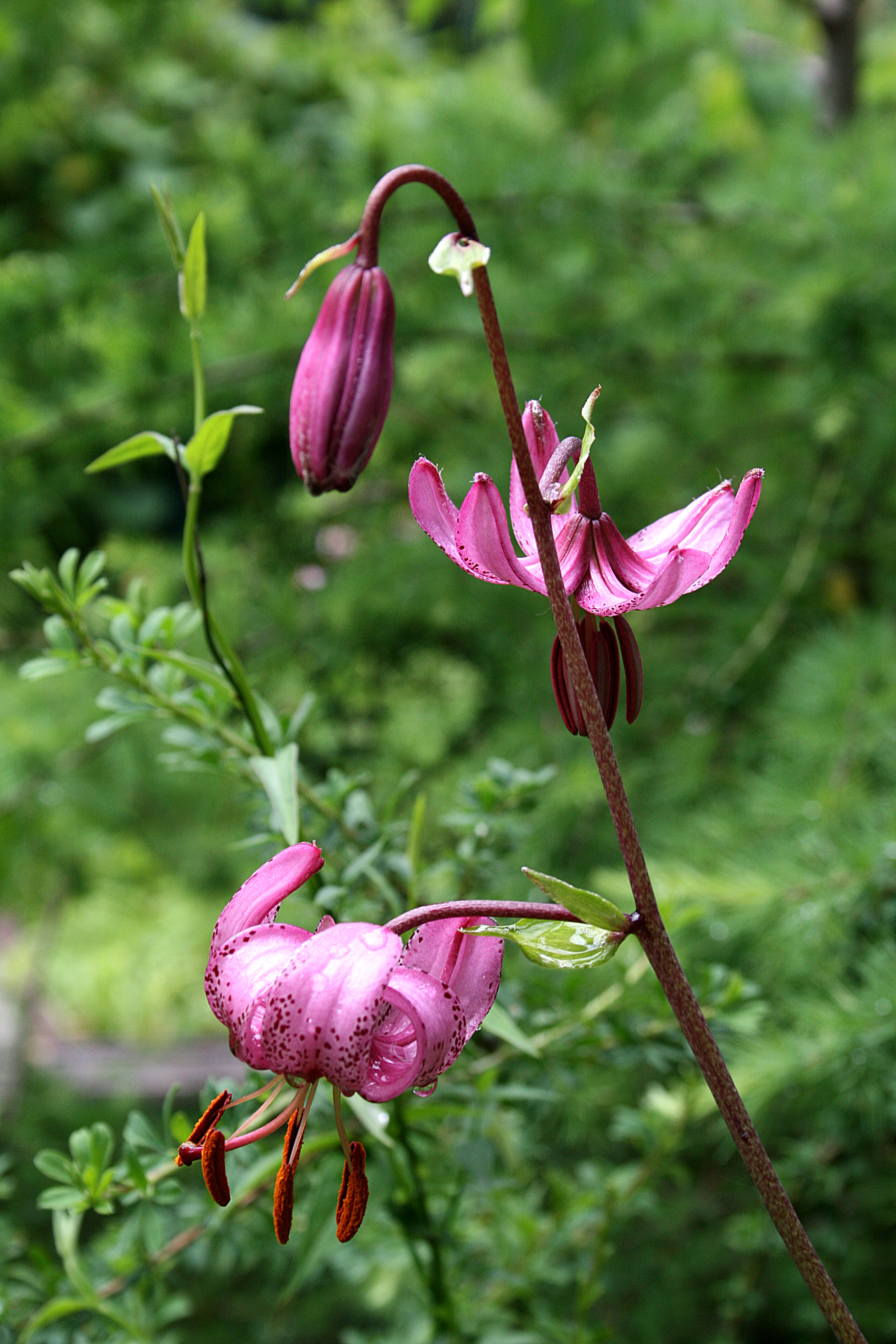
V rámci PR Špičák u Krásného Lesa roste i silně ohrožená lilie zlatohlavá (Lilium martagon)

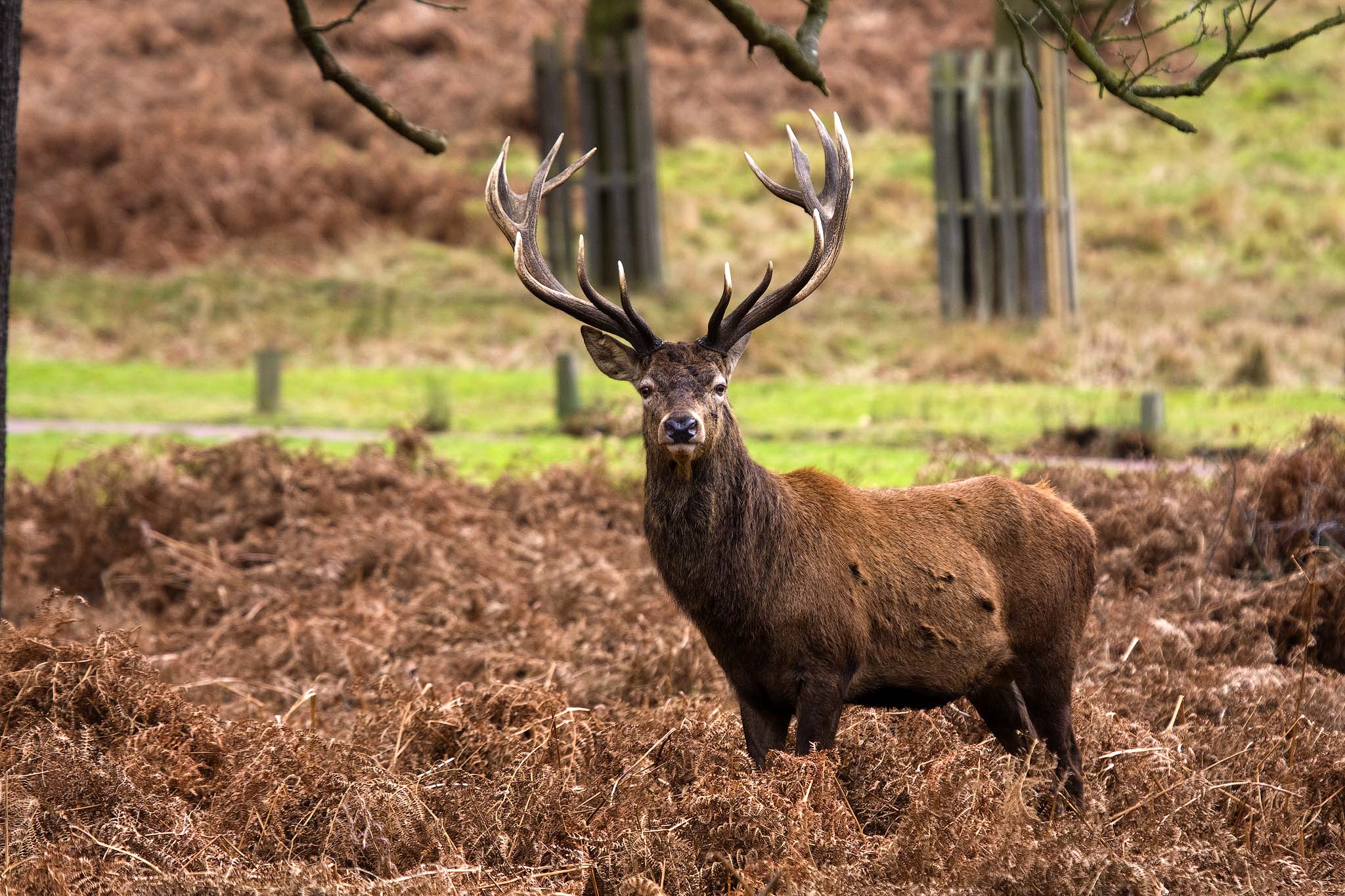
Jelen evropský (Cervus elaphus)

Dle biogeografického členění ČR náleží oblast Krásného Lesa do hercynské podprovincie, respektive do jejího Krušnohorského bioregionu. Z botanického hlediska je součástí fytogeografického obvodu mezofytika, konkrétně Krušnohorského podhůří (okres 25) a jeho části Krušnohorské podhůří vlastní (podokres 25a).

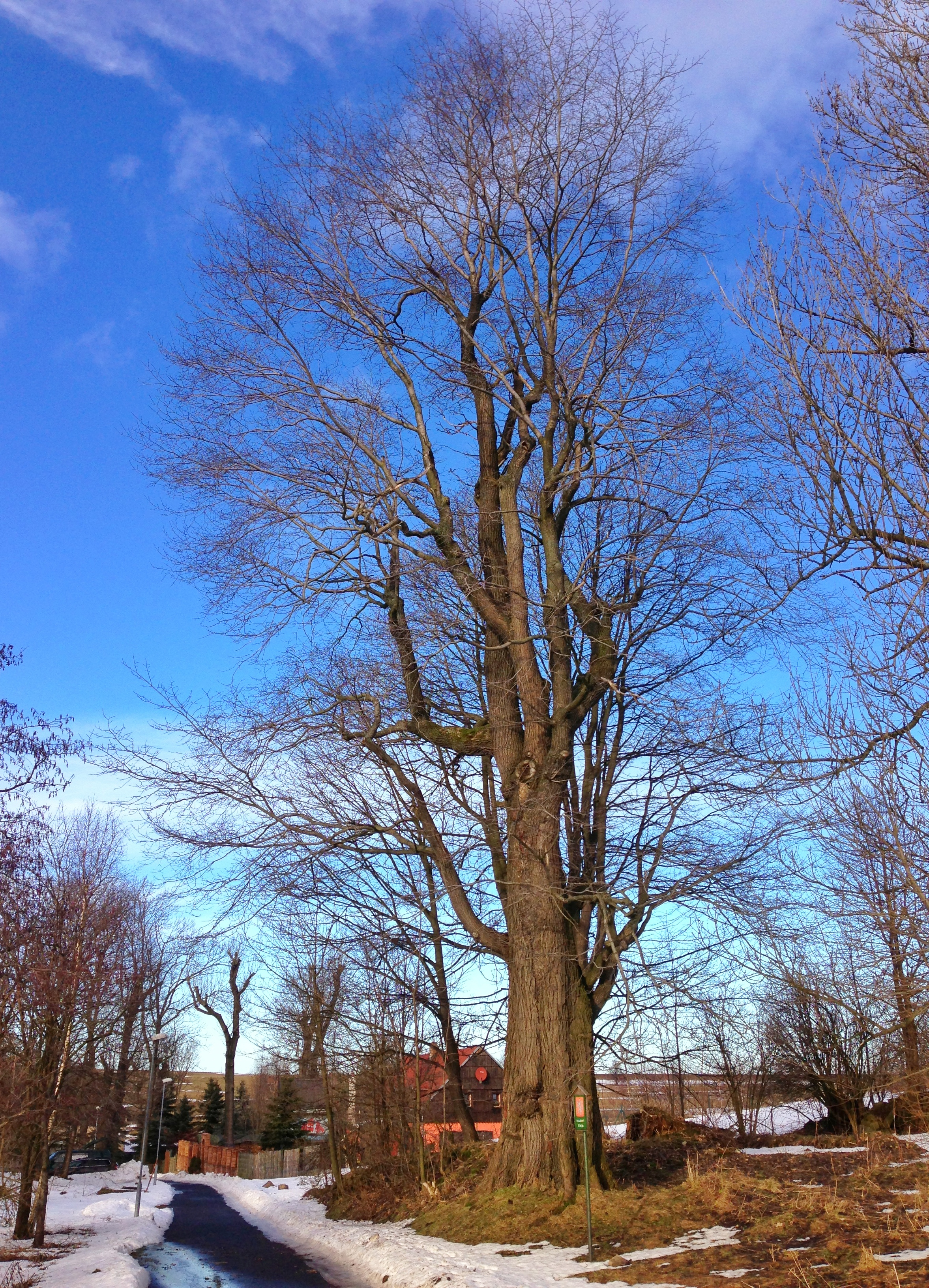
Památný jilm horský (Ulmus glabra) v Krásném Lese

Potenciální přirozenou vegetaci tvoří převážně bikové acidofilní bučiny (Luzulo-Fagetum), částečně smrkové bučiny (Calamagrostio villosae-Fagetum) a bučiny s kyčelnicí devítilistou (Dentario eneaphylli-Fagetum). Dobře vyvinuté porosty bikové bučiny se dochovaly například na vrchu Špičák. V lokalitě Krásného Lesa převažuje středoevropská flóra středních a vyšších poloh.
V okolí Krásného Lesa rostou smíšené, jehličnaté i listnaté lesy. Z listnatých stromů je tvoří například buk lesní (Fagus sylvatica), jeřáb ptačí (Sorbus aucuparia), bříza bělokorá (Betula pendula), dub zimní (Quercus petraea), dub letní (Quercus robur), olše lepkavá (Alnus glutinosa), javor klen (Acer pseudoplatanus), jasan ztepilý (Fraxinus excelsior), topol osika (Populus tremula) či jeřáb muk (Sorbus aria). Přímo ve vesnici stojí památný strom jilm horský (Ulmus glabra), chráněný od roku 1995, a do roku 2009 zde stával i památný dub letní. Jehličnaté stromy zastupují třeba smrk ztepilý (Picea abies), smrk pichlavý (Picea pungens) nebo modřín opadavý (Larix decidua).
V druhé polovině 20. století docházelo k poškození krušnohorských smrkových porostů imisemi. V 60. a 70. letech proto byla vytvořena pásma ohrožení dle koncentrací oxidu siřičitého. Na počátku 80. let náležela oblast Krásného lesa do pásma B, kde se životnost porostů pohybovala mezi 21 a 40 lety. Situace se začala významně zlepšovat od 90. let, především díky odsíření uhelných elektráren. Kvůli tomu byla zavedena nová metodika definující jednotlivá pásma dle dynamiky zhoršování stavu lesů. K roku 2004 se většina lesů v okolí Krásného Lesa řadila do kategorie slabě poškozených porostů, pouze v katastru Větrova lze nalézt kategorii silně poškozený porost.
V blízkosti vodních toků a rybníků rostou rdesty (Potamogeton), orobinec (Typha) a rákos obecný (Phragmites australis). V okolí dále lipnice luční (Poa pratensis), srha laločnatá (Dactylis glomerata), pcháč rolní (Cirsium arvense), violka trojbarevná (Viola tricolor) a šťovík kyselý (Rumex acetosa). Z kapradin jde například o kapraď samce (Dryopteris filix-mas). V lokalitě roste i několik orchidejí, a to například prstnatec májový (Dactylorhiza majalis), pětiprstka žežulník (Gymnadenia conopsea) či prstnatec Braunův (Dactylorhiza braunii).
V okolí Krásného Lesa roste řada zvláště chráněných rostlin. V přírodní rezervaci Špičák u Krásného Lesa jde například o silně ohrožené druhy kosatec sibiřský (Iris sibirica), běloprstka bělavá (Leucorchis albida), lilie cibulkonosná (Lilium bulbiferum), zvonečník hlavatý (Phyteuma orbiculare), tučnice obecná (Pinguicula vulgaris), hlavinka horská (Traunsteinera globosa) a ohrožené druhy prha arnika (Arnica montana), prstnatec májový (Dactylorhiza majalis), hvozdík lesní (Dianthus sylvaticus), lilie zlatohlavá (Lilium martagon), koprník štětinolistý (Meum athamanticum), vrba plazivá (Salix repens) či upolín nejvyšší (Trollius altissimus). Jiné zde rostoucí druhy, jako například sveřep stoklasa (Bromus secalinus), vrbovka nicí (Epilobium nutans), ostřice Hartmanova (Carex hartmanii), jestřábník oranžový (Hieracium aurantiacum) či prasetník plamatý (Hypochaeris maculata) se řadí na Červený seznam cévnatých rostlin ČR. Zvláště chráněné druhy však lze nalézt i v ostatních částech katastrálního území, třeba u Horního rybníka a dvou menších rybníků na Slatině, na loukách u Liščího potoka, v mokřadech či podél hraničního toku Slatiny.
V krušnohorské oblasti jsou zastoupeny typické druhy středoevropské lesní fauny. Z velkých savců v lesních oblastech žijí například jelen evropský (Cervus elaphus), srnec obecný (Capreolus capreolus) či prase divoké (Sus scrofa). Z dalších savců třeba veverka obecná (Sciurus vulgaris), liška obecná (Vulpes vulpes) či zajíc polní (Lepus europaeus). Do 18. století zde v lesích žili rovněž vlk obecný (Canis lupus), medvěd hnědý (Ursus arctos) a rys ostrovid (Lynx lynx).
Z ptactva se zde vyskytuje třeba volavka popelavá (Ardea cinerea), kachna divoká (Anas platyrhynchos) a různí zástupci zpěvných ptáků (Passeri) a šplhavců (Piciformes). Na území PR Špičák u Krásného Lesa pak z chráněných druhů žijí například čáp černý (Ciconia nigra), moták pilich (Circus cyaneus), luňák červený (Milvus milvus), tetřívek obecný (Tetrao tetrix) nebo ťuhýk obecný (Lanius collurio).
Mezi zástupce plazů patří kupříkladu zmije obecná (Vipera berus), užovka obojková (Natrix natrix) nebo slepýš křehký (Anguis fragilis). Mezi obojživelníky třeba mlok skvrnitý (Salamandra salamandra).
Členovce zastupují například střevlíci (Carabidae) a čmeláci (Bombus). V roce 2003 se uskutečnil výzkum zaměřený na druhovou skladbu pavouků žijících v mokřadu v blízkosti rybniční sítě. Mezi hojněji zastoupené druhy se řadí pavučenka hrbatá (Oedothorax gibbosus), pavučenka vtlačená (Oedothorax retusus), slíďák mokřadní (Pardosa amentata), slíďák lužní (Pardosa prativaga), slíďák menší (Pardosa pullata), slíďák vlhkomilný (Pirata hygrophilus). Ze vzácných druhů pak slíďák levhartí (Arctosa leopardus).

### Ochrana životního prostředí
V bezprostřední blízkosti Krásného Lesa se nachází několik chráněných území, která se částečně překrývají. Jde o přírodní park Východní Krušné hory, který se na čtyřiceti čtverečních kilometrech táhne od Petrovic až po Cínovec, jehož předmětem ochrany je „ráz hřebenů s lesními prosty, horskými a rašelinnými loukami, charakteristickou flórou a faunou“. Mezi cíle patří zachování původních ekosystémů, postupná proměna zemědělské činnosti, revitalizace vodních toků či rekonstrukce lesních porostů. Na německé straně na něj navazuje podobně chráněné území Landschaftsschutzgebiet Osterzgebirge. Součástí přírodního parku je přírodní rezervace Špičák u Krásného Lesa vyhlášená v roce 1997. Tvoří největší část přírodního parku a zabírá přibližně desetinu jeho rozlohy. Chráněna je pro pestrost geologické stavby a bohatost geomorfologických tvarů. Kromě samotného vrchu jsou součástí rezervace též „mezofilní až silně podmáčené louky, mokřady a prameniště porostlé přirozenými rostlinnými společenstvy s bohatým výskytem zvláště chráněných druhů“. Na jejím území se rovněž nachází výhradní ložisko fluoritu se stanoveným chráněným ložiskovým územím. V rámci soustavy Natura 2000 spadá část Krásného Lesa a jeho okolí do ptačí oblasti Východní Krušné hory a evropsky významné lokality Východní Krušnohoří.
Část katastrálního území Krásného Lesa je součástí 1500hektarového revíru mysliveckého sdružení Liščí kámen, který dále zasahuje na území obcí Libouchec, Knínice a Petrovice.

## Obyvatelstvo

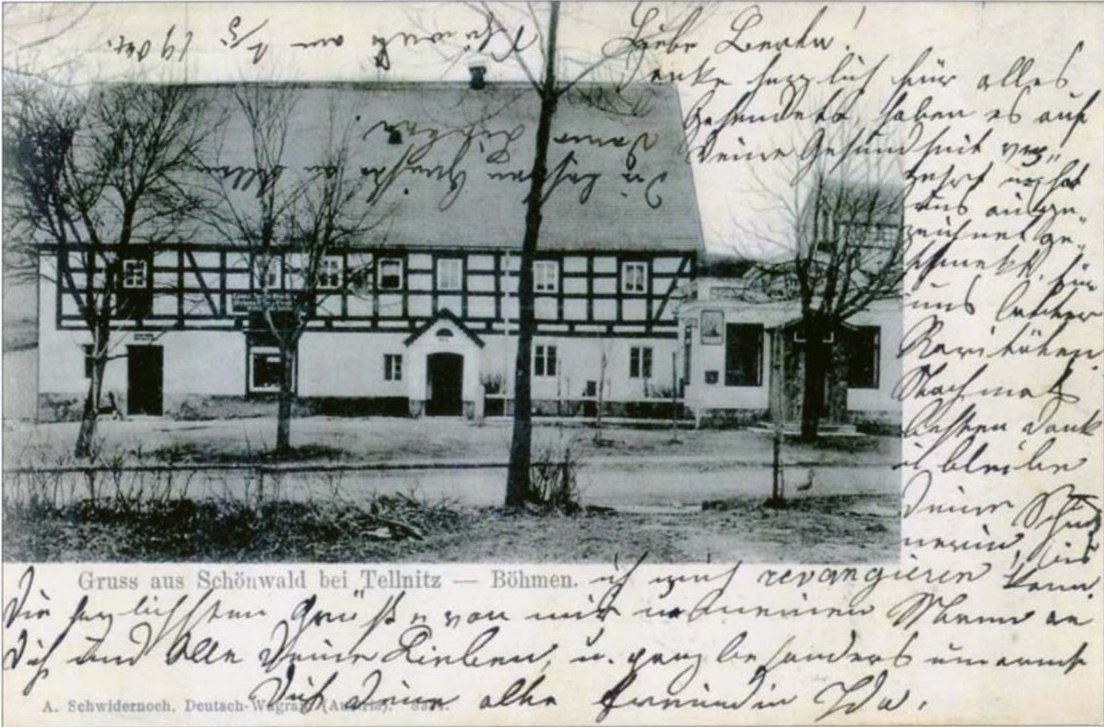
Hostinec U Říšské orlice zanikl po poválečném odsunu sudetských Němců a v 50. letech byl zbořen spolu se severozápadní částí Krásného Lesa

Demografický vývoj Krásného Lesa kopíruje vývoj mikroregionu Krušnohoří, pod který spadá. V celém mikroregionu došlo k poklesu počtu obyvatelstva po první světové válce a následně zejména po druhé světové válce v souvislosti s vysídlením sudetských Němců. V rámci mikroregionu nastal 66% úbytek počtu obyvatel a celá oblast byla bezprostředně po válce výrazně nedosídlena. V samotném Schönwaldu však byl propad ještě výraznější a mezi lety 1930 a 1950 dosahoval 92 %. Důvodem bylo složení obyvatelstva, které bylo dominantně německé (za První republiky se ve sčítání lidu v roce 1921 přihlásilo k německé národnosti 95,4 % obyvatel). V rámci mikroregionu se jednalo v minulosti o největší sídlo.
Při sčítání lidu v roce 1921 ve vsi žilo 1 123 obyvatel (z toho 530 mužů), z nichž bylo 39 Čechoslováků, 1 073 Němců, dva Židé a devět cizinců. Většina se hlásila k římskokatolické církvi (1 115 osob), ale kromě nich byli ve vsi čtyři evangelíci, jeden člen církve československé, dva židé a jeden člověk bez vyznání. Podle sčítání lidu z roku 1930 měla vesnice 1 066 obyvatel: osmnáct Čechoslováků, 1 032 Němců, tři Židy a třináct cizinců. Devět z nich bylo evangelíky, tři židy, třináct bez vyznání a ostatní (1 041 osob) patřili k římskokatolické církvi.
Podle sčítání lidu z roku 2011 v Krásném Lese žilo 120 obyvatel, z toho 78 mužů a 42 žen. Věková skupina mladších 14 let byla zastoupena 11,7 % obyvatel a skupinu starších 65 let tvořilo 7,5 % obyvatel. Podle stejného censu bylo 42 obyvatel ekonomicky aktivních a 14 z nich vyjíždělo za prací mimo Petrovice. Podle odvětví ekonomické činnosti pracovalo 5 obyvatel v priméru (zemědělství, lesnictví, rybolov), 14 v sekundéru (průmysl a stavebnictví) a 9 v terciéru (služby).
| Rok            | 1869 | 1880 | 1890 | 1900 | 1910 | 1921 | 1930 | 1950 | 1961 | 1970 | 1980 | 1991 | 2001 | 2011 |
| -------------- | ---- | ---- | ---- | ---- | ---- | ---- | ---- | ---- | ---- | ---- | ---- | ---- | ---- | ---- |
| Počet obyvatel | 3035 | 2795 | 2457 | 2207 | 2202 | 1973 | 1805 | 140  | 144  | 136  | 139  | 104  | 112  | 120  |
| Počet domů     | 532  | 538  | 536  | 512  | 514  | 498  | 489  | 418  | 34   | 30   | 29   | 24   | 42   | 43   |

### Náboženské komunity
V roce 1437 byla v Schönwaldu založena římskokatolická farnost, která od roku 1649 vede matriku. Od poloviny 16. století až do 20. let 17. století byli obyvatelé panství v Krásném Lese luteráni a místní fara tak nebyla obsazena. Po bitvě na Bílé hoře v roce 1620 a následné rekatolizaci se 328 z nich vrátilo ke římskokatolické církvi, 146 zůstalo luterány a 393 pro svou víru emigrovalo. V období rekatolizace spadala pod duchovní správu Krásného Lesa až do roku 1783 i oblast Petrovic a do roku 1784 pod ní spadala také tamní škola. K roku 2012 náleží pod ústecký vikariát litoměřické diecéze a spravuje farní kostel Nanebevzetí Panny Marie v Krásném Lese, v němž se však nekonají pravidelné bohoslužby. Poblíž kostela se nacházela dnes již neexistující fara z roku 1716 postavená litoměřickým stavitelem Petrem Versou na místě starší fary stržené o rok dříve. V roce 1896 byla její budova zmodernizována a zvýšena o jedno patro. Do druhé světové války ve vesnici žilo několik osob židovského vyznání, z nichž se dva při sčítání lidu v roce 1921 přihlásili k židovské národnosti.

## Školství a společnost
Škola byla v Schönwaldu založena v roce 1586 a roku 1881 přesídlila do nové budovy. Pro nedostatek žáků však po válce zanikla a k roku 2012 spadá Krásný Les pod základní a mateřskou školu v Petrovicích, která zajišťuje výuku v rozsahu I. stupně.
Z občanské vybavenosti je ve vesnici například dětské hřiště. V minulosti nechyběl chudobinec, knihovna, kino, kulturní dům či pošta. Působí zde spolek pro obnovu venkova Krásný Les (SOVA), který se angažuje na společenském životě občanů. Mezi místní komunitní aktivity patří například pálení čarodějnic, stavění máje, oslavy Vánoc a Velikonoc, sportovní turnaj v nohejbalu, halloweenský průvod či výšlap na vrch Špičák.
Sběr komunálního odpadu zajišťuje firma Marius Pedersen. Na jaře a na podzim jsou organizovány svozy objemného odpadu a za domem č.ev. 301 jsou umístěny kontejnery na sběr tříděného odpadu, a to na papír, sklo a plasty (PET lahve). Na konci roku 2018 byl pro obec Krásný Les zřízen Osadní výbor, aby byly zviditelněny potřeby zde žijících obyvatel. A došlo ke zlepšení životních podmínek v Krásném Lese.

## Hospodářství a infrastruktura

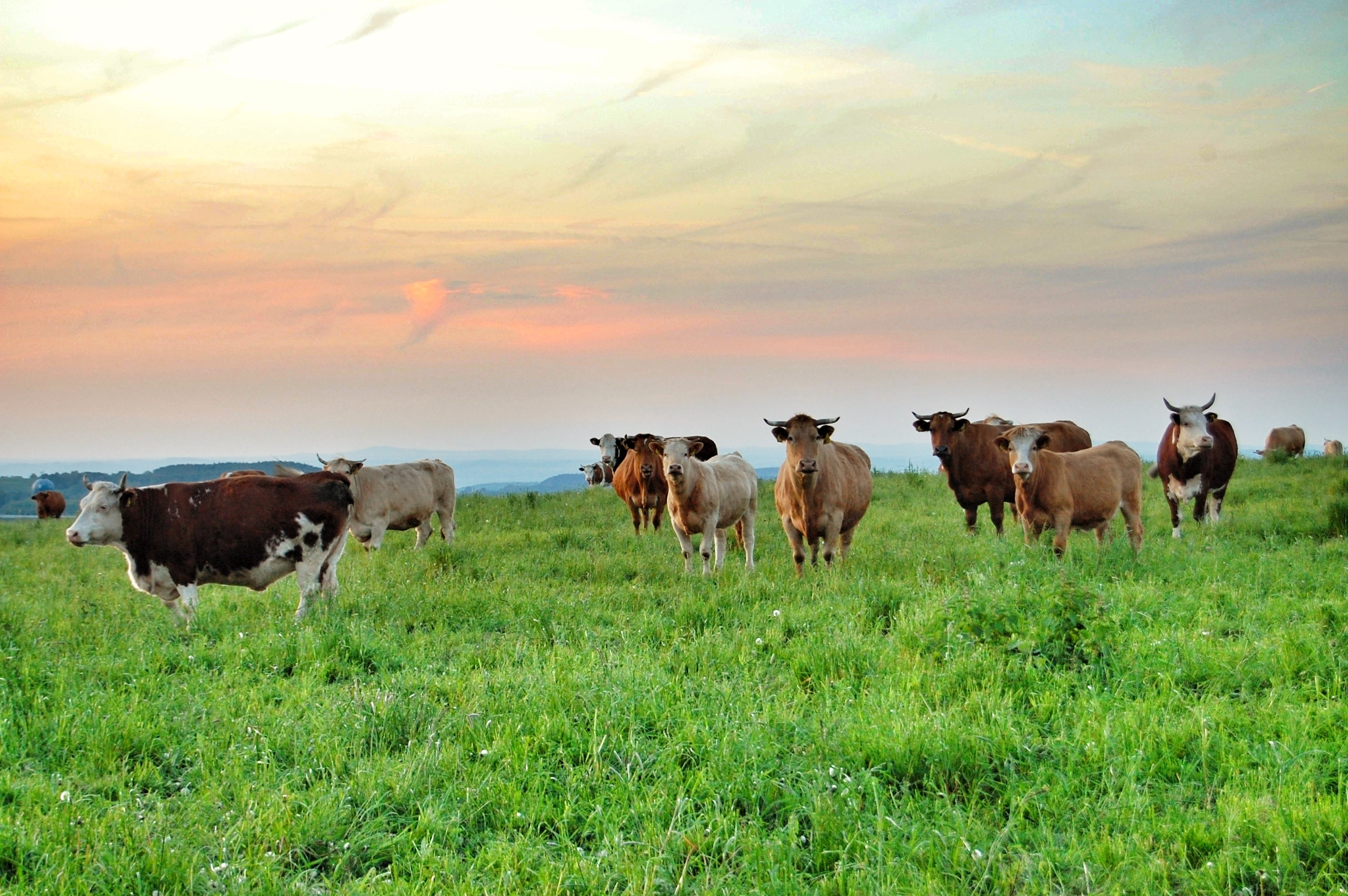
Pasoucí se tur domácí na loukách u Krásného Lesa

V minulosti tvořilo významnou složku místního hospodářství zemědělství, které v určitém rozsahu přetrvává dodnes. Schönwald se stal střediskem zemědělské výroby již v době pobělohorské. Zdejší krajina byla silně zemědělsky využívána, ačkoli je to z dnešního pohledu z hlediska agroklimatických poměrů a nadmořské výšky netypické. V roce 1845 dosahovala výměra orné půdy až 60 % ploch oblasti. Tento podíl se postupně snižoval. Po druhé světové válce došlo v letech 1948 až 1989, podobně jako ve zbytku republiky, ke změně rázu krajiny a hospodářství. V 50. letech v Krásném Lese vznikl státní statek a jedno ze tří středisek zemědělské výroby na Petrovicku. K roku 1952 zabírala orná půda 52,8 % oblasti, přičemž louky a pastviny tvořily pouhé 1 %. Pěstoval se zde především len, ale rovněž i žito, ječmen a brambory. V 80. letech docházelo ke zvětšování orné plochy náhradní rekultivací (odvodňováním, zánikem zastavěných ploch apod.). Po roce 1989 zanikl státní statek a zemědělskou výrobu převzala společnost První Petrovická zemědělská a.s., která existovala do roku 1995. Od té doby v Krásném Lese působí několik soukromých zemědělců a rapidně poklesla výměra orných ploch, které ještě v roce 1995 tvořily 40,8 % rozlohy. Řada polí byla přeměněna v pastviny a louky, další byla zalesněna. Některé dříve obdělávané pozemky leží ladem. Počátkem 21. století tvoří orná půda pouze 13,8 %, zatímco louky až 43 %.
Hospodářství v Krásném Lese, dříve Schönwaldu, bylo úzce spjato s populačním vývojem a výrazně jej ovlivnil odsun sudetských Němců po druhé světové válce. Do té doby ve vesnici existovalo dvanáct hostinců, tři řezníci, tři pekaři, smíšený obchod, prodejny textilu, čtyři taneční sály apod. Ve vesnici rovněž existoval pivovar, postavený kolem roku 1580 Damianem Thamem. Stával vedle zámku a jeho činnost byla ukončena v roce 1918. K roku 2005 je ve vesnici v provozu restaurant Krásný Les a v Nakléřově je k dispozici penzion s restaurací U Johnů (dříve Napoleon).

### Doprava
Krásným Lesem prochází několik silnic třetí třídy. Páteřní komunikací je III/2487 z Petrovic na Cínovec. Na tu se u zámečku napojuje silnice III/2486 vedoucí do Nakléřova (u autobusové zastávky je odbočka III/2482 do Telnice), a u kostela silnice III/2488, směřující podél Rybného potoka ke státní hranici. V oblasti Panenské je krátký úsek silnice druhé třídy II/248 z Varvažova do Petrovic a z východu na západ katastrální území protíná dálnice D8, na níž je nejbližší nájezd na exitu 87 za tunelem Panenská. Tento úsek dálnice dlouhý zhruba 5,5 kilometru je z části veden na čtyřech mostech. Vesnice je obsluhována veřejnou autobusovou dopravou zajišťovanou linkou č. 592451 společnosti BusLine z Ústí nad Labem.
Horský charakter oblasti neskýtá vhodné podmínky pro rozvoj železniční sítě. Přesto koncem 19. století vznikl projekt výstavby železniční tratě přes Petrovice do Gottleuby. Ten byl v roce 1893 dokonce schválen rakousko-uherskou vládou ve Vídni, saská vláda jej nicméně odmítla. Nejbližší železniční zastávka se nachází v Telnici na trati číslo 132 (přezdívané Kozí dráha) z Děčína do Oldřichova u Duchcova. Provoz však probíhá pouze občasně, a to na úseku mezi Telnicí a Děčínem.

## Pamětihodnosti a rekreace
Oblast ústeckého Krušnohoří tvoří významný rekreační potenciál města Ústí nad Labem. Krásný Les má přitom v rámci tohoto spádového území krajského města druhý nejvyšší počet objektů individuální rekreace a druhého bydlení (chat a chalup). K roku 1991 se jednalo celkem o 95 objektů (více měla pouze Tisá se 199 objekty).

### Přírodní památky
Přírodní předpoklady oblasti ovlivňuje řada faktorů, mezi něž náleží například členitost reliéfu, vegetační kryt, estetická hodnota krajiny či klimatické poměry. Mezi místní dominanty náleží například sopečný tvar vrchu Špičák, významným krajinným prvkem jsou zdejší mokřady a rekreační a krajinotvornou funkci plní Horní rybník. Na území Krásného Lesa také zasahuje několik chráněných území. Z maloplošně zvláště chráněných území jde o přírodní rezervaci Špičák u Krásného Lesa, z obecně chráněných území o přírodní park Východní Krušné hory a v rámci soustavy Natura 2000 o ptačí oblast Východní Krušné hory a evropsky významnou lokalitu Východní Krušnohoří.

### Kulturně-historické památky

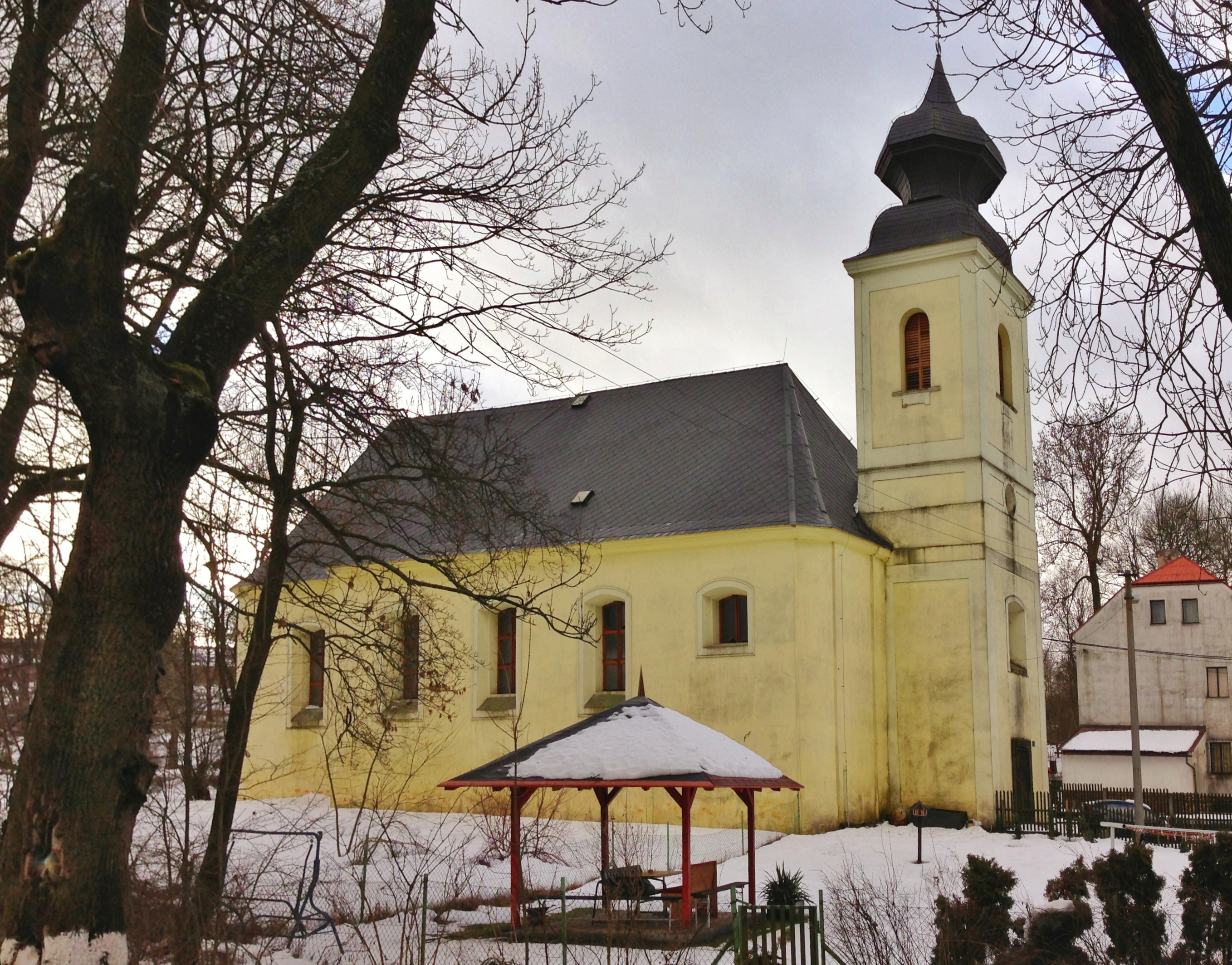
Kostel Nanebevzetí Panny Marie

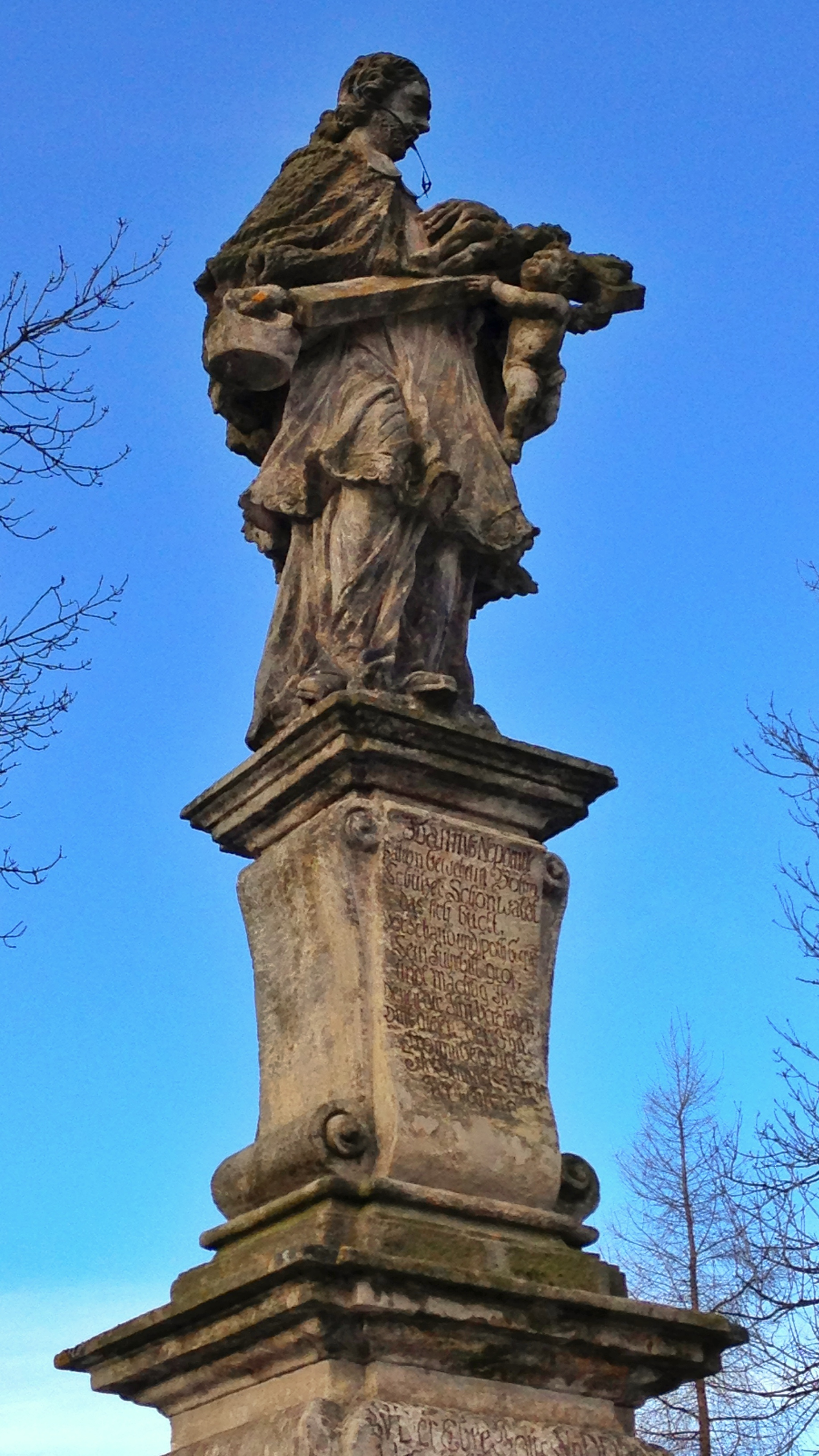
Socha sv. Jana Nepomuckého

V Krásném Lese se nachází množství sakrálních památek. Patří mezi ně například pozdně barokní farní kostel Nanebevzetí Panny Marie, který je kulturní památkou České republiky. Postaven byl stavitelem Michlem Rehnem v letech 1790 až 1795 na místě starší stavby. Během 20. století zchátral, prošel však rekonstrukcí a k roku 2010 je opravený. V blízkosti kostela se u autobusové zastávky nachází výklenková kaple zasvěcená Panně Marii. Pochází z roku 1804, kdy ji nechal postavit místní mlynářský mistr na památku své čtyřleté zesnulé dcery a v roce 2010 prošla rekonstrukcí. Další dvě kaple stojí za obcí poblíž česko-německé hranice. Jsou jimi kaple sv. Petra a Pavla se sanktusníkem z roku 1812, která je zchátralá, a pseudogotická kaple nad někdejší celnicí pod vrchem Špičák z roku 1912, z níž se dochovala jen zřícenina.
V okolí Krásného Lesa je možné nalézt několik pamětních křížů. Západně od vesnice je kamenný kříž, známý jako Walterkreuz, který nechal postavit místní šenkýř na památku své úkladně zavražděné dcery. V Nakléřově, který je základní sídelní jednotkou Krásného Lesa, stojí při silnici na Panenskou kanelovaný a bohatě zdobený kříž z roku 1800, který je kulturní památkou. Další kulturní památkou je socha svatého Jana Nepomuckého z roku 1720 (zrestaurovaná roku 1999) stojící přímo v Krásném Lese na rozcestí u kostela.
Historické události připomínají dvě pamětihodnosti. Jde o památník padlým během první světové války, nacházející se poblíž farního kostela, a pomník generála Kleista v Nakléřově, připomínající vítězství v bitvě u Chlumce v roce 1813. Druhý zmíněný pochází z roku 1913 a je kulturní památkou. Poslední kulturní památkou, která v lokalitě reprezentuje lidovou architekturu, je hrázděná usedlost Grizzlochův mlýn v Krásném Lese čp. 207.

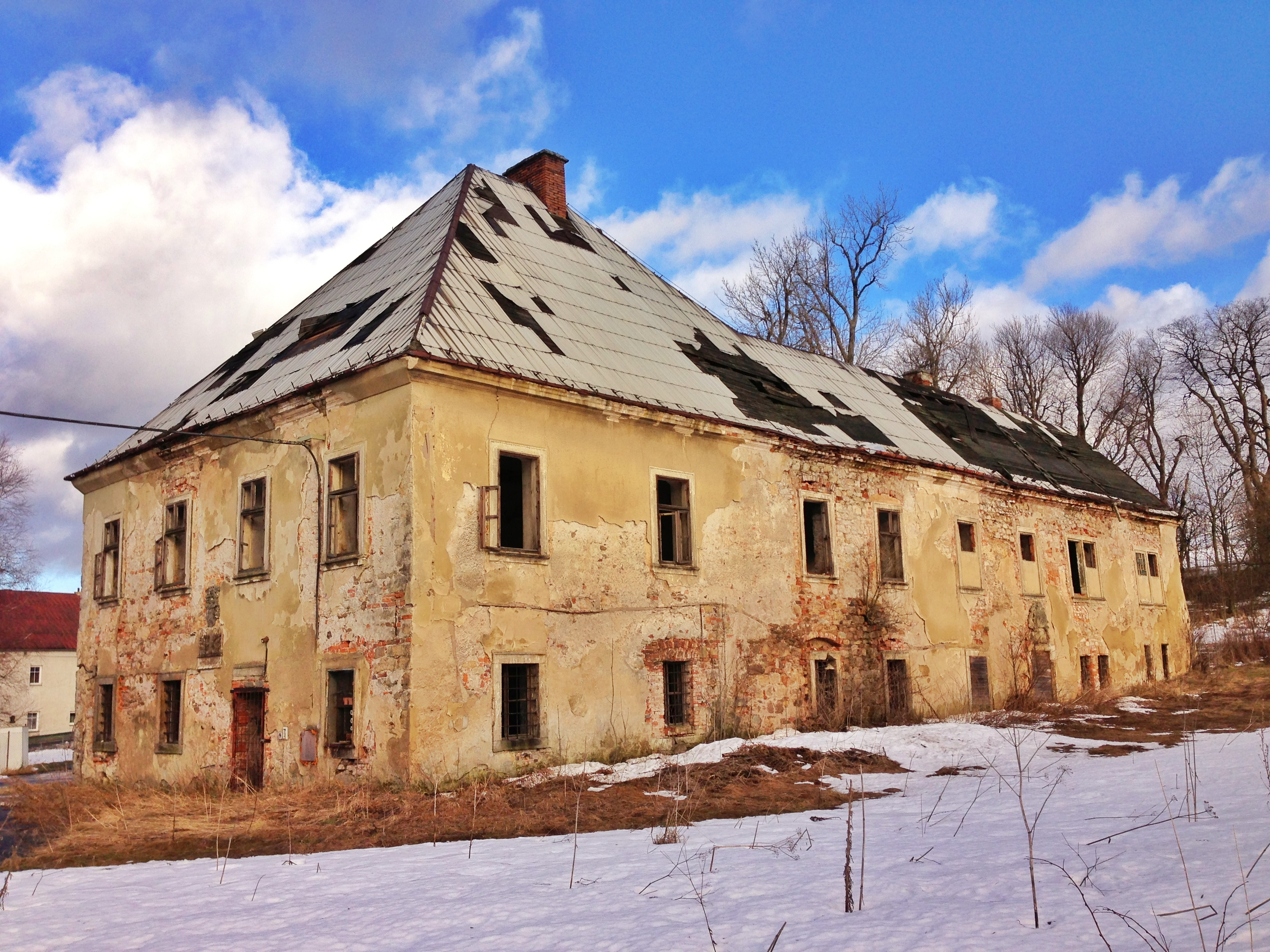
Zchátralý zámek z počátku 18. století, pohled z jihozápadu

Ve vesnici je též pozdně barokní zámeček z roku 1708, nacházející se v zatáčce silnice, která vede z Petrovic do Nakléřova. Jde o prostou jednopatrovou budovu ve tvaru obráceného písmene „L“ s portálem, kterou nechal vystavět František Ignác Vratislav z Mitrovic. Zámek má hladkou nečleněnou fasádu a na jeho štítu jsou tři erbovní znaky a německý citát z Knihy žalmů. Střecha je strmá valbová a okna jsou obdélníková. Ve vlastnictví rodu Mitroviců byl do roku 1791 a od té doby náležel různým šlechtickým rodům a soukromníkům. V roce 1931 jej zakoupilo město Ústí nad Labem a během druhé světové války zde byli nejprve vězněni francouzští váleční zajatci a poté sloužil jako sběrný tábor pro ústecké Židy. Po válce byl využíván jako hospodářská budova zdejšího státního statku, v důsledku čehož chátral. Jeho údržba byla zanedbaná i po roce 1990 a k roku 2010 je budova značně zchátralá, vyrabovaná a zpustlá.
Až do roku 1945 stávala pod vrcholem kopce Špičáku turistická chata, provozovaná místním hostinským Kajetanem Ritschelem. Postavena byla v roce 1907 a nabízela občerstvení výletníkům mířícím na Špičák, který byl oblíbeným turistickým cílem. Do dnešní doby se z chaty zachovaly pouze kamenné základy.

## Sport

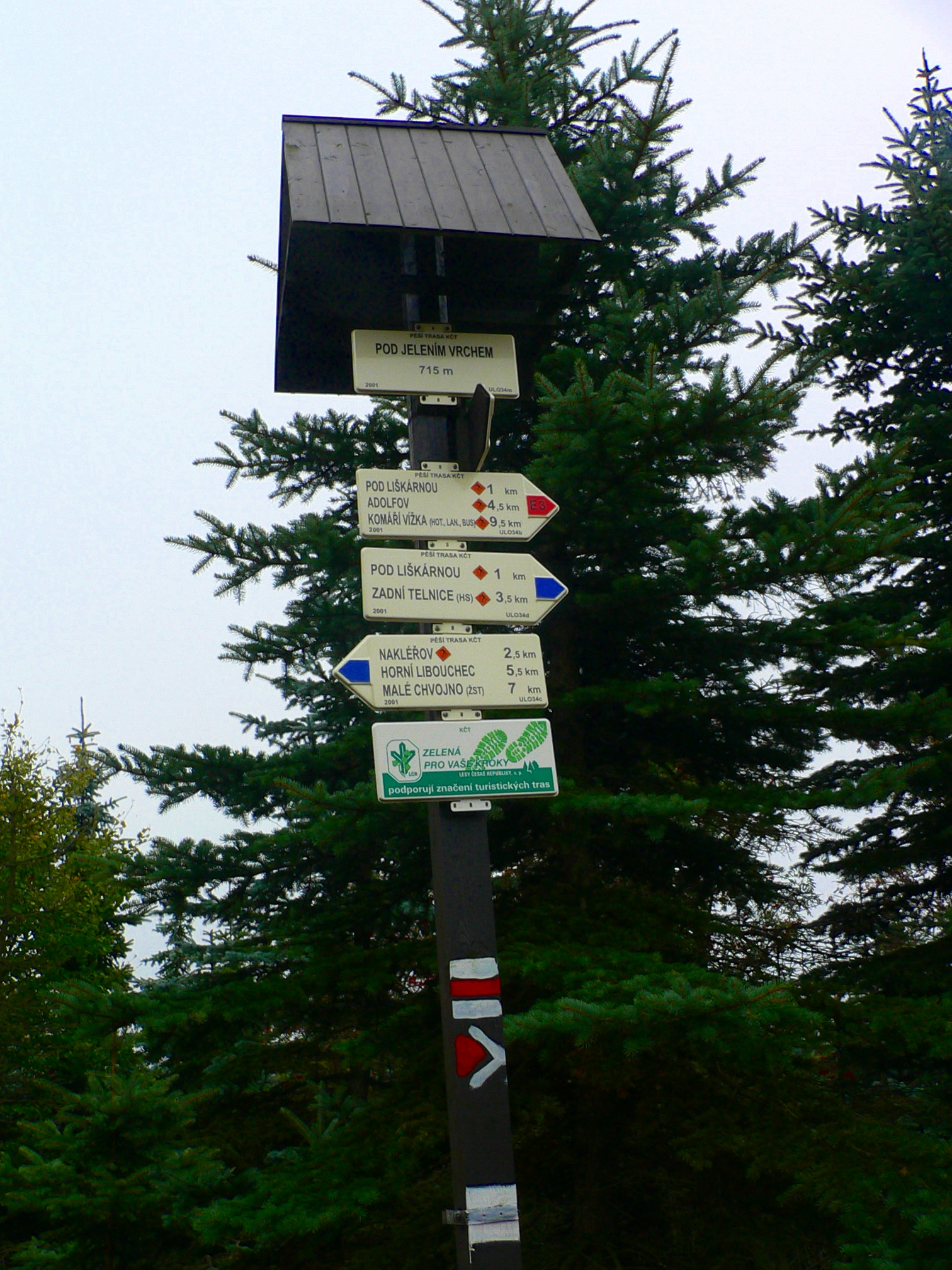
Turistický rozcestník Pod Jelením vrchem

Katastrálním územím Krásného Lesa vede hned několik cyklistických a běžkařských tras. Patří mezi ně cyklistická trasa II. třídy nadregionálního významu č. 23 vedoucí z Děčína na Měděnec, která je součástí Krušnohorské magistrály. Vede po silnici II/248 z Petrovic do Nakléřova a následně po silnici přes Krásný Les do Adolfova. Další je cyklistická trasa č. 3017 z Děčína do Adolfova, k níž je paralelní zdejší běžkařská trasa. Další běžkařské trasy jsou v nedalekém Adolfově a kolem Jeleního vrchu. Ze zimních sportů lze dále provozovat alpské lyžování ve zhruba šest kilometrů vzdáleném lyžařském středisku Zadní Telnice, které je přístupné buď z Adolfova nebo z Telnice. Jeho počátky sahají až do dob před první světovou válkou.
V okolí je i množství turistických tras. Patří mezi ně evropská dálková trasa E3 ze Španělska do Bulharska, značená červenou turistickou značkou, vedoucí přes Panenskou, kolem Horního rybníka a následně přes rozcestníky Pod Jelením vrchem a Pod Liškárnou. Mezi těmito rozcestníky je paralelní s modrou turistickou značkou ze Zadní Telnice do Malého Chvojna. Po jižním okraji katastrálního území vede zelená turistická značka z Adolfova do Telnice. Krásným Lesem též prochází naučná stezka „Zapomenuté pohraničí“ z Adolfova na Děčínský Sněžník.

## Osobnosti
- Gustav Waagner (1813–1891), plukovník armády Spojených států amerických